# Fredrik Wilhelm Zimmermann
Fredrik Wilhelm Zimmermann, född 17 november 1815 i Perleberg, Preussen, död 31 mars 1895 i Tyska Sankta Gertruds församling, Stockholms stad, var en svensk klarinettist vid Kungliga hovkapellet.

## Biografi
Fredrik Wilhelm Zimmermann föddes 17 november 1815 i Perleberg, Preussen. Han var anställd 1842 vid Mindre teaterns orkester. Zimmermann anställdes 1 juli 1854 som klarinettist vid Kungliga hovkapellet i Stockholm.